# 연변녀성
《연변녀성》은 중국에서 한국어로 발행되는 유일한 월간 여성잡지이다.

## 개요
연변녀성은 중화인민공화국에서 발행하는 여성잡지이다. 이 잡지는 중국 교포, 중국, 조선민주주의인민공화국, 대한민국 여성을 주요 독자층을 형성한다. 발행부수는 한때 6만부까지 되었지만 1990년경에는 3만3천부를 발행했다.
이 잡지의 페이지 수는 80페이지로 앞표지와 뒷표지는 컬러사진으로 편집한다. 연변녀성은 지금 한국어과 중국어로 발행되며, 이 잡지를 출판하는 회사는 연변인민출판사이다.